# Sondbyträsket
Sondbyträsket är en sjö i Borgå stad i Finland.   Den ligger i landskapet Nyland, i den södra delen av landet, 50 km öster om huvudstaden Helsingfors. Sondbyträsket ligger 12 meter över havet.  Arean är 30,5 hektar och strandlinjen är 4,09 kilometer lång. Sjön  ingår i Finska vikens kustområde. 